# Zdziar (Słowacja)

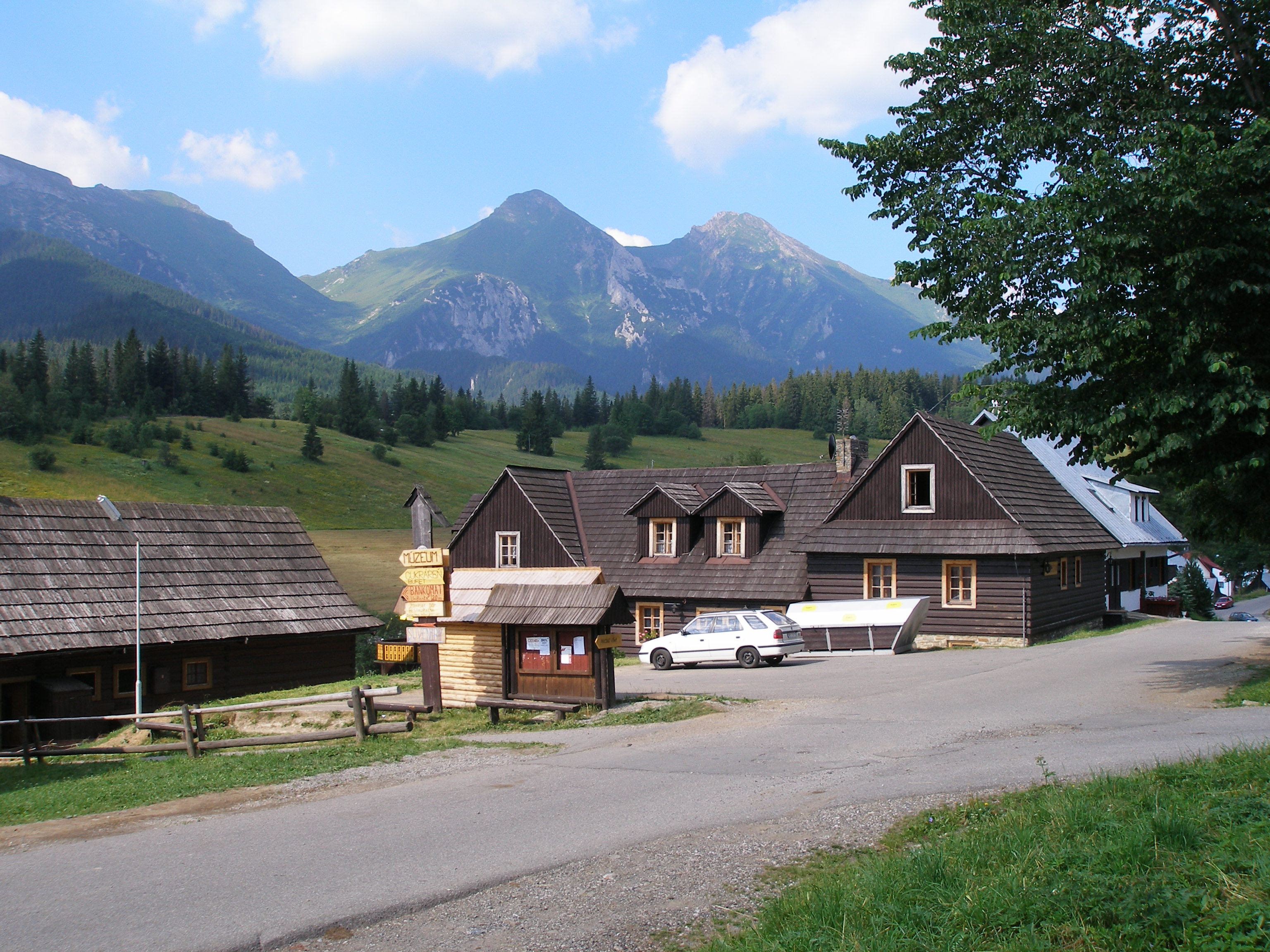
Zdziar z Tatrami Bielskimi w tle

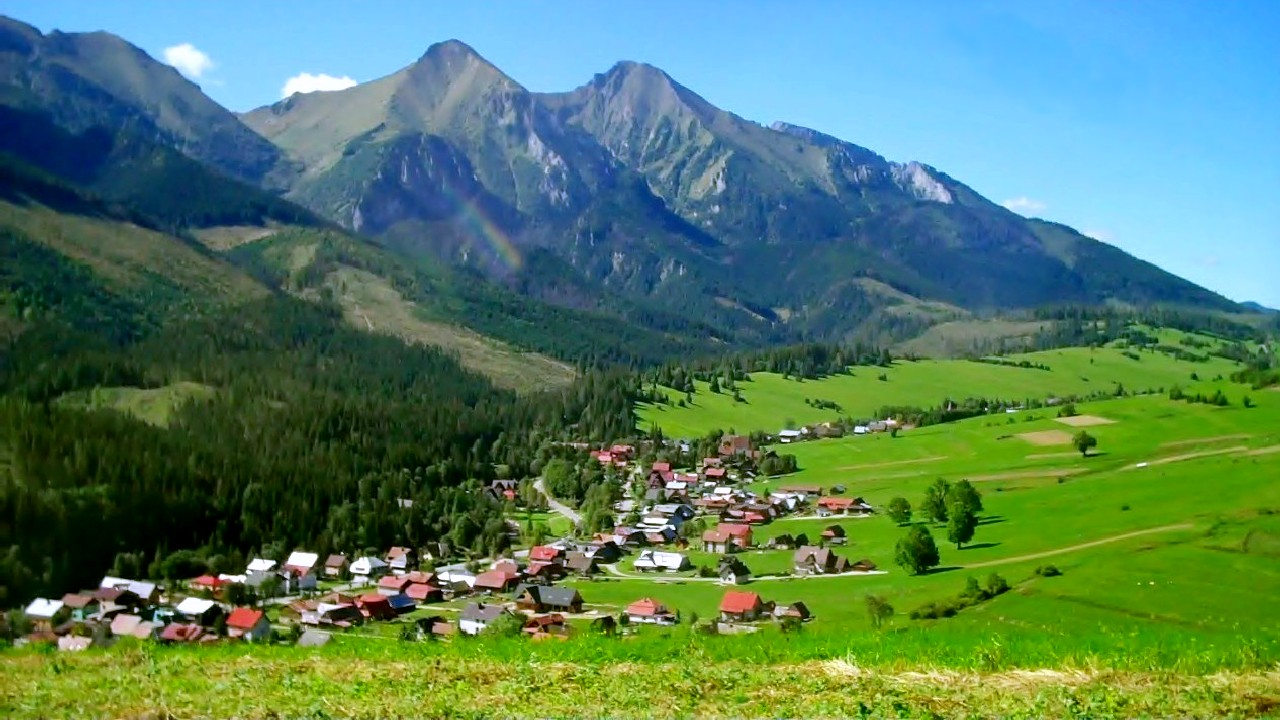
Zdziar i Tatry Bielskie (widok z Wierchu Antoszowskiego)

Zdziar, także Ździar, Żdżar, Żar (słow. Ždiar, węg. Zár,  niem. Morgenröte) – wieś (obec) u podnóża Tatr Bielskich i Magury Spiskiej na słowackim Spiszu.

## Historia
Pierwsze wzmianki o miejscowości pochodzą z roku 1409. Zdziar powstał w drodze kolonizacji wołoskiej w II połowie XVI wieku i początkowo należał do majątku Horváthów-Palocsayów. Osadnicy przybyli tu przede wszystkim z terenów polskich (okolice Zakopanego). Ludwik Zejszner w 1854 r. pisał: Mieszkańcy są polskiego pochodzenia. Stąd wśród lokalnych nazwisk pojawiają się zesłowacczone formy polskie. Lokalne budownictwo wykazuje duże wpływy podhalańskie, choć przeważa klasyczny spiski układ zagród ustawianych w czworoboki z podwórkiem w środku, do którego wjazd prowadzi przez ozdobne bramy. Większość starych domów kryta jest gontami. Kilka części wsi stanowi tzw. pamiątkę słowackiej kultury narodowej. Nadal żywy jest tu góralski folklor, działalność prowadzą zespoły regionalne. W centrum Zdziaru znajduje się kościół katolicki z 1831 roku i cmentarz.
27 listopada 1938 r. w czasie zajmowania przez Wojsko Polskie spornych terenów ze Słowacją, pod Zdziarem doszło do wymiany ognia między 24 Pułkiem Ułanów a wojskiem czechosłowackim. W potyczce zginął mjr Stefan Rago. Ciężkie rany odniósł kapral Henryk Oleksowicz, który zmarł 13 stycznia 1939.

## Współczesność
Obecnie Zdziar stanowi najważniejszy ośrodek turystyczny Tatr Bielskich, słynący z dużej ilości wyciągów i pensjonatów. Dwa główne tereny zjazdowe Zdziaru to Dolina Bachledzka (Bachledova dolina) i Średnica (Strednica). Wyciągi na Średnicy od przejścia na Łysej Polanie dzieli jedynie 10 km. Grzbietami pobliskiej Magury Spiskiej i Doliną Mąkową (Monkova dolina) prowadzą trasy biegowe o łącznej długości 30 km.

## Demografia
Według danych z dnia 31 grudnia 2011 wieś zamieszkiwało 1368 osób, w tym 689 kobiet i 679 mężczyzn.
W 2001 roku rozkład populacji względem narodowości i przynależności etnicznej oraz religijnej wyglądał następująco:
- Słowacy – 98,94%,
- Czesi – 0,38%,
- Polacy – 0,30%,
- Morawianie – 0,08%,
- Niemcy – 0,08%.

- katolicy – 95,38,
- ewangelicy – 0,76%,
- grekokatolicy – 0,61%,
- przynależność niesprecyzowana – 2,05%,
- niewierzący – 1,21%.

## Kultura
We wsi jest używana gwara spiska, zaliczana przez polskich językoznawców jako gwara dialektu małopolskiego języka polskiego, przez słowackich zaś jako gwara przejściowa polsko-słowacka. W pierwszej ćwierci XXI wieku wciąż żywa jest też góralska tradycja objawiająca się m.in. noszeniem przy okazji większych uroczystości lokalnej odmiany stroju spiskiego.

## Szlaki turystyczne
– zielony szlak od poczty w Zdziarze Doliną Mąkową na Ptasiowską Rówienkę w Dolinie Bielskiego Potoku i dalej na Średnicę.
- Czas przejścia od poczty do Ptasiowskiej Rówienki: 45 min w obie strony
- Czas przejścia od Ptasiowskiej Rówienki na Średnicę: 45 min w obie strony

  – czerwony szlak spod poczty, przez Ptasiowską Rówienkę (łącznie ze szlakiem zielonym), Dolinę do Regli i Szeroką Przełęcz w Tatrach Bielskich na Przełęcz pod Kopą. Czas przejścia: 4 h, ↓ 3:30 h
  – czerwony szlak spod poczty zboczami Filipskiego Wierchu i Magurki w Magurze Spiskiej do miejscowości Frankówka (Maľá Franková). Czas przejścia: 2 h, z powrotem 2:15 h
  – zielony szlak ze wschodniego krańca miejscowości Doliną Błaszczacką na Slodičovský vrch (Słodyczowski Wierch, 1167 m) w Magurze Spiskiej. Czas przejścia: 1 h, ↓ 30 min
  – żółty szlak Doliną Bachledzką przez Plašný vrch do miejscowości Frankówki. Czas przejścia: 2 h, z powrotem 2:20 h